# Waikawa
Waikawa es un pequeño asentamiento en la región de Southland, Isla Sur, Nueva Zelanda. Es el punto más suroccidental de la región de The Catlins. Actualmente es un pequeño pueblo de pescadores, aunque durante el siglo XIX llegó a ser un importante puerto, donde se embarcaba la madera de los bosques de la región que sería utilizada en la construcción de Dunedin. Originalmente estaba habitada por una pequeña comunidad maorí, y con la llegada de los europeos se instalaron los primeros aserraderos. El puerto de Waikawa quedaría ensombrecido cuando comenzó a emerger el puerto de Fortrose.
- Datos: Q7960012
- Multimedia: Waikawa, Southland / Q7960012